# TJAP1
TJAP1 (англ. Tight junction associated protein 1) – білок, який кодується однойменним геном, розташованим у людей на короткому плечі 6-ї хромосоми. Довжина поліпептидного ланцюга білка становить 557 амінокислот, а молекулярна маса — 61 821.
Кодований геном білок за функцією належить до фосфопротеїнів. 
Задіяний у таких біологічних процесах, як ацетилювання, альтернативний сплайсинг. 
Локалізований у клітинних контактах, апараті гольджі, щільних контактах.